# Tux Racer

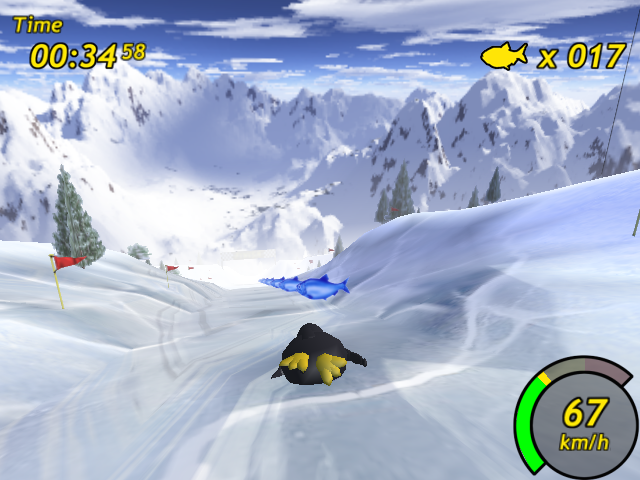
Screenshot von Tux Racer

Tux Racer (dt. [ˈtʊksˌʁɛɪ̯sɐ], engl. [ˈtʌksˌɹeɪ̯sə˞]) ist ein 3D-Rennspiel, in dem die Hauptfigur, das Linux-Maskottchen Tux, durch eine verschneite Eislandschaft zu steuern ist.
Die freie Software (unter der GNU General Public License) baut auf SDL, OpenGL und Tcl auf und ist für Windows, Linux und macOS verfügbar.

## Spielprinzip
Man steuert die Spielfigur auf ihrem Rutsch über eine Piste mit Schnee-, Eis- oder Felsuntergründen, die jeweils die Geschwindigkeit und Manövrierbarkeit unterschiedlich beeinflussen. Dabei müssen Heringe eingesammelt und Hindernisse umschifft werden. Das Ziel ist, sowohl innerhalb einer vorgegebenen Zeit den Zielbereich zu erreichen, als auch eine bestimmte Mindestanzahl an Heringen einzusammeln.
Gesteuert wird mit der Tastatur die Richtung (rechts, links), Bremsen und Flossenwedeln, das bei niedrigen Geschwindigkeiten eine Beschleunigung bewirkt oder zum Ausdehnen von Sprüngen genutzt werden kann. Daneben gibt es noch einen Energie-Knopf, der durch Halten und passendes Loslassen zum Auslösen oder Boosten von Sprüngen genutzt werden kann. 
Bei ThinkPad-Notebooks, die mit dem APS (Active Protection System) genannten Bewegungssensor für die Festplatte ausgerüstet sind, lässt sich das Spiel Tux Racer, wie auch das Spiel Neverball, alternativ durch Bewegungen des gesamten Notebooks steuern.
Das Spiel ist leicht durch neue Karten erweiterbar, die einfach durch jeweils drei Rastergrafiken (für Höhenmodell, Oberfläche und Objektverteilung) beschrieben werden.

## Geschichte
Die Geschichte des Programms ist eher ungewöhnlich. Zunächst startete es 1999 als freie Software, geschrieben als Uni-Projekt von Jasmin Patry. Im Jahre 2001 gründete Patry die Firma Sunspire Studios, die eine erweiterte, aber unfreie Version des Spiels vermarkten sollte. Dies passierte tatsächlich, wobei die Firma wenig später wieder von der Bildfläche verschwand. Als freie Software wurde das Spiel besonders unter freien Betriebssystemen wie Linux oder BSD bekannt.

### Abspaltungen
Parallel zu der unfreien Version entstand unter dem Namen Open Racer eine freie Abspaltung, die aber auch recht bald wieder einschlief. Ebenso erging es dem nächsten Versuch PlanetPenguin Racer. 2007 ist unter dem Namen Extreme Tux Racer wiederum eine neue Abspaltung entstanden, die sich zum Ziel gesetzt hat, eine freie Version mit dem Funktionsumfang der unfreien zu erstellen.